# Messiah Marcolin
Messiah Marcolin właściwie Bror Jan Alfredo Marcolin (ur. 10 grudnia 1967 w Ronneby) – szwedzki muzyk, wokalista i autor tekstów. Messiah Marcolin znany jest przede wszystkim z występów w grupie muzycznej Candlemass, której był członkiem w latach 1987–1991, 2002 oraz 2004–2006. W 2006 roku wraz z zespołem otrzymał nagrodę szwedzkiego przemysłu fonograficznego Grammis. Był także członkiem zespołów Colossus, Memento Mori, Mercy, Requiem oraz Stillborn. Wystąpił ponadto gościnnie na płytach zespołów Destruction i Satariel.

## Filmografia
- Så jävla metal (2011, film dokumentalny, reżyseria: Yasin Hillborg)[10]